# Eyalet di Karaman
L'eyalet di Karaman fu un eyalet dell'Impero ottomano, nell'area della Penisola anatolica. La sua area segnalata nel XIX secolo era di 78.900 km².

## Storia
Nel 1468, il principato precedentemente indipendente di Karaman fu annesso all'Impero ottomano; Maometto II nominò suo figlio Mustafa governatore del nuovo eyalet, con sede a Konya.

## Governo
L'organizzazione dell'eyalet nel XVII secolo ci è pervenuta dai racconti di Evliya Çelebi: "Questa provincia ha un Defterdar del tesoro, e dei feudi, un Emin del Defter e del Çavuş, un Kethüda del Defter ed uno dei Çavuş, un Alai-beg (colonnello) ed un Cheri-bashi (capitano)".

## Geografia antropica

### Suddivisioni amministrative
L'eyalet era composto di sette sanjak tra il 1700 ed il 1740:
1. sanjak di Konya (Paşa Sancağı , Konya)
2. sanjak di Niğde (Niğde)
3. sanjak di Kayseriyye (Kayseri)
4. sanjak di Kirshehir (Kırşehir Sancağı, Kırşehir)
5. sanjak di Beyshehir (Beyşehir Sancağı, Beyşehir)
6. sanjak di Aksaray (Aksaray)
7. sanjak di Akshehir (Akşehir Sancağı, Akshehir)